# Tionesta Creek
Der Tionesta Creek ist ein rund 93 Kilometer langer linker Nebenfluss des Allegheny River im Nordwesten des US-Bundesstaates Pennsylvania. Er verläuft meist im Allegheny National Forest und durchquert dabei die Countys Warren und Forest. Sein Einzugsgebiet erstreckt sich über eine Fläche von rund 1240 Quadratkilometer.
Das Wort Tionesta stammt aus der indianischen Sprache und bedeutet so viel wie „Heimat der Wölfe“ oder „Es durchdringt die Insel“.

## Verlauf
Der Fluss entsteht im Allegheny National Forest durch den Zusammenfluss von West Branch Tionesta Creek und South Branch Tionesta Creek auf 396 m nur wenig südlich von Sheffield auf dem Gebiet der Sheffield Township im Warren County. Nach kurzem Flusslauf vorwiegend gegen Süden erreicht er den Forest County und durchfließt nun die Howe Township im Norden. Hier nimmt er von links den Bluejay Creek auf und wendet sich zuerst nach Nordwesten. Nach der Einmündung des Minister Creek von rechts bei Mayburg wendet er sich gegen Südwesten und erreicht kurz darauf die Kingsley Township.
Er passiert Kellettville und nimmt hier von links den Salmon Creek auf. Es folgt ein kurzer Abschnitt im Green Township, wo der Fluss zum Tionesta Lake gestaut wird, dessen westlicher Teil in der Tionesta Township liegt. In dieser Township mündet der Tionesta Creek schließlich auf 320 m direkt beim Borough und County Seat Tionesta von links in den Allegheny River.